# Jerzy Sołdek
Jerzy Kazimierz Sołdek (ur. 10 listopada 1931 w Kowali, zm. 28 lipca 2024 w Dobrej) – polski profesor nauk technicznych w zakresie informatyki, nauczyciel akademicki, doktor honoris causa Zachodniopomorskiego Uniwersytetu Technologicznego w Szczecinie.

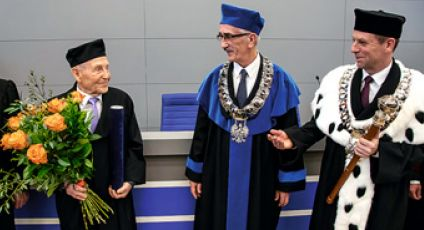
Jerzy Sołdek w obecności promotora i rektora podczas uroczystości nadania doktoratu honorowego, 12 kwietnia 2018

## Życiorys
Po maturze w 1951 zdanej w Liceum Ogólnokształcącym im. J. Zamojskiego w Lublinie rozpoczął studia na Politechnice Wrocławskiej, które kontynuował na Wydziale Elektrycznym Politechniki Gdańskiej, otrzymując w 1956 dyplom magistra inżyniera elektrotechniki. Pracował tam jako nauczyciel akademicki kolejno na stanowiskach asystenta (1956-1958), starszego asystenta (1958–1962) i adiunkta (1962–1971) – po otrzymaniu stopnia doktora nauk technicznych o specjalności automatyka (1962) po obronie rozprawy na temat nowego typu wzmacniacza magnetycznego.
W 1971 przeniósł się Szczecina, gdzie został zatrudniony w Politechnice Szczecińskiej na stanowisku docenta w Instytucie Okrętowym, gdzie pracował do 1987. Tytuł profesora nadzwyczajnego  otrzymał w 1987. Na stanowisku profesora nadzwyczajnego pracował w latach 1987–1996, a od 1996 – na stanowisku profesora zwyczajnego.
Profesor Jerzy Sołdek pracował także w Zachodniopomorskiej Szkole Biznesu (2007–2013), w Akademii Morskiej w Szczecinie (2012–2014), na Uniwersytecie Szczecińskim (2013–2017) oraz w Szkole Wyższej Collegium Balticum w Szczecinie (2017-2018).
W 2018 otrzymał tytuł doktora honoris causa Zachodniopomorskiego Uniwersytetu Technologicznego w Szczecinie.
Był żonaty z Krystyną, małżeństwo miało dwoje dzieci (Tomasz – architekt, Dagmara – ekonomistka).

## Praca naukowo-wdrożeniowa
Początkowo, w latach 60. XX w. Jerzy Sołdek zajmował się komputerowymi systemami nadzoru i optymalnego sterowania ruchem statków oraz automatyzacją elektrowni wodnych. Opracował i wdrożył 35 urządzeń automatyki i pomiarów. Był głównym projektantem systemu komputerowego na statku naukowo-badawczym RV „Profesor Siedlecki”.  Od lat 80. XX w. koncentrował się na zagadnieniach informatyki w obszarach m.in. grafiki komputerowej i cyfrowego przetwarzania obrazów oraz organizacji systemów informatycznych w zakresie projektowania sieci komputerowych.
W latach 1986–1990 pod kierownictwem profesora Jerzego Sołdka zrealizowano projekt i budowę Zachodniopomorskiej Akademickiej Sieci Komputerowej. Zdobyte doświadczenie stanowiło bazę do podjęcia prac nad utworzeniem Miejskiej Sieci Komputerowej w Szczecinie. W 2002 objął funkcję prezesa Szczecińskiego Parku Naukowo-Technologicznego (SPNT), którym kierował przez 4 lata.
Dorobek naukowy naukowca obejmuje 236 pozycji, w tym 7 książek i 96 artykułów naukowych, 102 opracowania projektowo-konstrukcyjne. Opatentował 5 wynalazków, wdrożył 79 rozwiązań konstrukcyjnych, opracował prototyp systemu sprzętowo-programowego dynamicznego pozycjonowania okrętów Marynarki Wojennej i statków.

## Udział w organizacji nauki
Jerzy Sołdek był twórcą informatyki w środowisku naukowym Szczecina. Zorganizował Zakład Automatyki i Techniki Systemów (1972), przekształcony kolejno w Katedrę Informatyki i Automatyki Morskiej (1989), Instytut Informatyki i Automatyki Morskiej (1991), Instytut Informatyki (1995) oraz Wydział Informatyki (1999). Był kierownikiem lub dyrektorem tych jednostek, a w latach 1999–2002 pełnił funkcję pierwszego dziekana Wydziału Informatyki Politechniki Szczecińskiej.
Profesor Sołdek był organizatorem corocznej międzynarodowej konferencji Advanced Computer Systems (od 1994) oraz głównym współorganizatorem czterech innych cyklicznych konferencji międzynarodowych.
Był ponadto członkiem Rady Wydziału Nauk Ekonomicznych i Zarządzania Uniwersytetu Szczecińskiego i Rady Wydziału Inżynieryjno-Ekonomicznego Transportu Akademii Morskiej w Szczecinie.
Profesor Jerzy Sołdek był członkiem Komitetu Badań Morza PAN (1985–1990), Komisji Teledetekcji Komitetu Badań Kosmicznych PAN (1985–1989). Przewodniczył Komisji Informatyki Oddziału PAN w Gdańsku. Był również członkiem rzeczywistym Akademii Nawigacji i Sterowania Ruchem Federacji Rosyjskiej, a także członkiem amerykańskiego IEEE Computer Society, amerykańskiego ACM i Standing Committee of the international Cooperation on Marine Engineering Systems.

## Praca dydaktyczna
Jerzy Sołdek prowadził zajęcia z automatyki okrętowej dla studentów stacjonarnych i na studiach podyplomowych. Zainicjował szkolenia w ramach specjalizacji automatyzacja siłowni okrętowych. Opracował program nowego kierunku studiów informatyka i doprowadził do jego otwarcia w 1991. Prowadził 8 przedmiotów na tym kierunku. W wieku 80 lat nadal był aktywnym nauczycielem akademickim w Zachodniopomorskiej Szkole Biznesu w Szczecinie. Profesor Jerzy Sołdek wypromował 11 doktorów, z których większość została doktorami habilitowanymi, a dwóch – profesorami.

## Wybrane publikacje
- Problemy bieżące i perspektywiczne automatyzacji statków. „Budown. Okręt.” 1966, 11, s. 462-466[8]
- Metodyka syntezy systemu dynamicznej stabilizacji pozycji jednostki pływającej. „Prace Nauk. Polit. Szczec. Oceanotechnika” 1981, 5, s. 91-138 (wsp. S. Parczewski, J. Szaban)[8]
- Zasady realizacji systemu dynamicznej stabilizacji pozycji statku. „Prace Nauk. Polit. Szczec.” 1981, 7, s. 51-56[8]
- Sterowanie ruchem morskich obiektów pływających. Monografia. Wydaw. Uczeln. Polit. Szczec. Szczecin 1982
- Potrzeby i możliwości dynamicznej stabilizacji pozycji statku. „Budown. Okręt.”, marzec-kwiecień 1983, s. 73-83
- Automatyzacja statków. Wydawnictwo Morskie Gdańsk 1985, 325 ss. ISBN 83-215-0572-4
- Implementation of a new coding scheme for ray tracing subdivision algorithms. Machine Graphics & Vision 1995, 4, 3-4, s. 137-149 (wsp. A. Mursaev, B. Olech)
- A reconfigurable processor based on FPGAs for pattern recognition, processing, analysis and synthesis of images. Patt. Rec. Lett. 1999, 20, 7, s. 667-674 (wsp. Radosław Mantiuk)[17]
- Artificial Intelligence and Security in Computing Systems. Springer 2002, 312 ss. ISBN 978-1461348474 (wsp. Leszek Drobiazgiewicz)
- Model of natural language communication system for virtual market of services. W: „Artificial inteligence and security in computing systems”. Kluwer Publishers 2003, s. 137-152 (wsp. Piotr Pechmann)[18]
- Supply Chain Optimisation: Product/Process Design, Facility Location and Flow Control. Springer 2005, 306 ss. ISBN 978-0387235660 (wsp. Alexandre Dolgui, Oleg Zaikin)[19]
- System wspierania innowacji realizowanej przez SPNT. W: „Badania operacyjne i systemowe 2006. Analiza systemowa w globalnej gospodarce opartej na wiedzy: e-wyzwania”. Akad. Ofic. Wydaw. EXIT Warszawa 2006. ISBN ISBN 83-60434-21-2
- System innowacji dla mikro, małych i średnich przedsiębiorstw – potrzeby i formy realizacji. „Metody Informatyki Stosowanej”, 2007, 1, s. 9-22[20]
- Wspomaganie tworzenia firm spin-off (metodyka, podsumowanie wyników). Wydaw. Nauk. Zachodniopomorskiej Szkoły Biznesu. Szczecin 2010
- Rozwój projektowania usług i zarządzania projektami usług. W: „Projektowanie i realizacja systemów informatycznych zarządzania. Wybrane aspekty”. Wydaw. PTI Warszawa 2016[20]. ISBN 978-83-65750-04-4

## Odznaczenia i wyróżnienia[3][10][1]
- Krzyż Kawalerski Orderu Odrodzenia Polski (1996)
- Krzyż Oficerski Orderu Odrodzenia Polski (2002)
- nominacja z wyboru do zarządu Komitetu Międzynarodowego Stowarzyszenia Systemów Techniki Morskiej ICMES
- nominacja do Międzynarodowej Akademii Informatyzacji
- nadanie doktoratu honoris causa Zachodniopomorskiego Uniwersytetu Technologicznego w Szczecinie (2018)